# Wierzbownica drobnokwiatowa
Wierzbownica drobnokwiatowa (Epilobium parviflorum Schreb.) – gatunek rośliny zielnej należący do rodziny wiesiołkowatych. Zasięg obejmuje północno-zachodnią Afrykę, niemal całą Europę, Bliski Wschód i pas biegnący od Turcji, przez Irak, Iran, Afganistan, Pakistan, północne Indie po Chiny. W Polsce gatunek bardzo pospolity, rzadszy tylko w części południowo-zachodniej.

## Morfologia

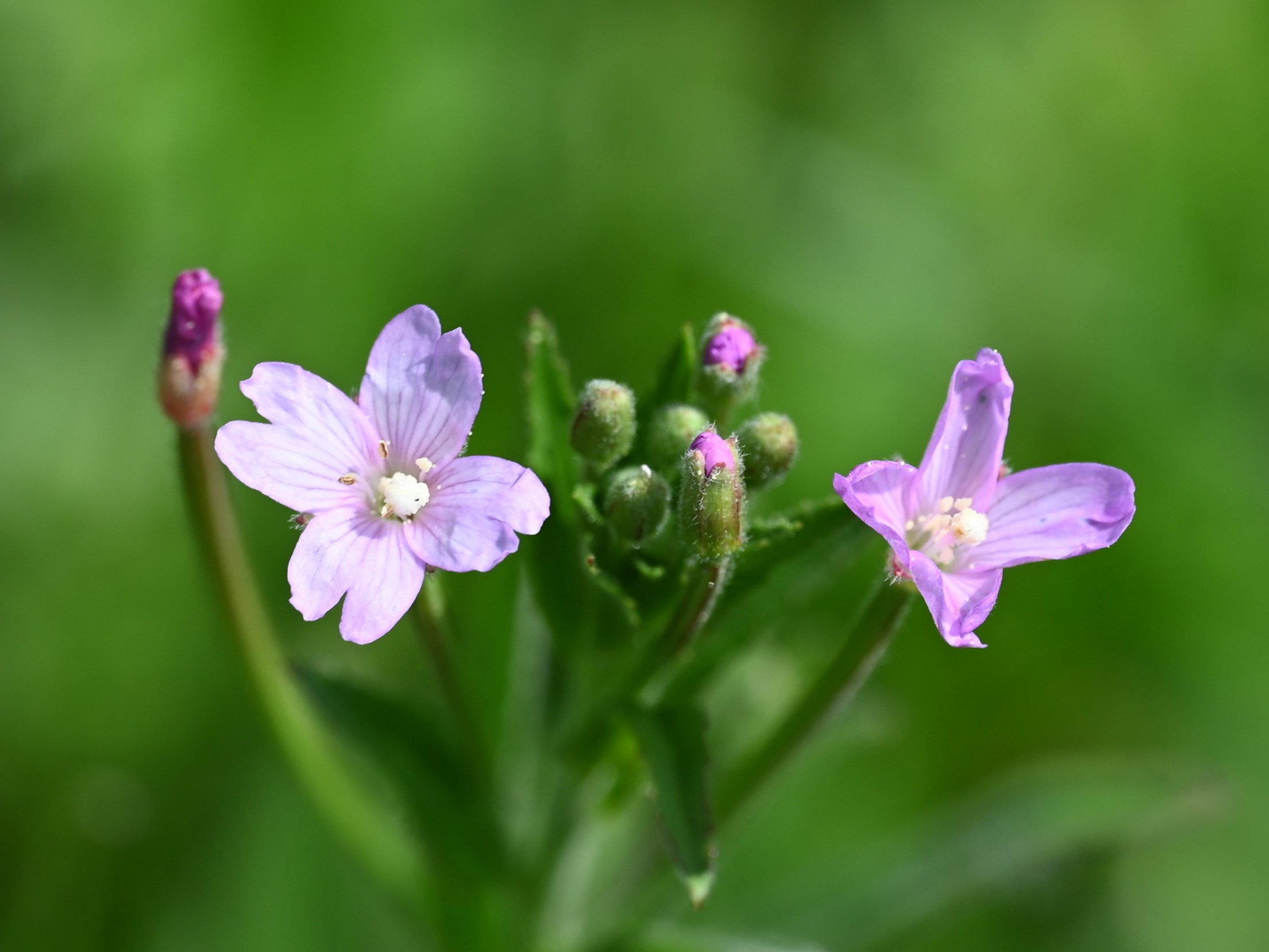
Kwiaty

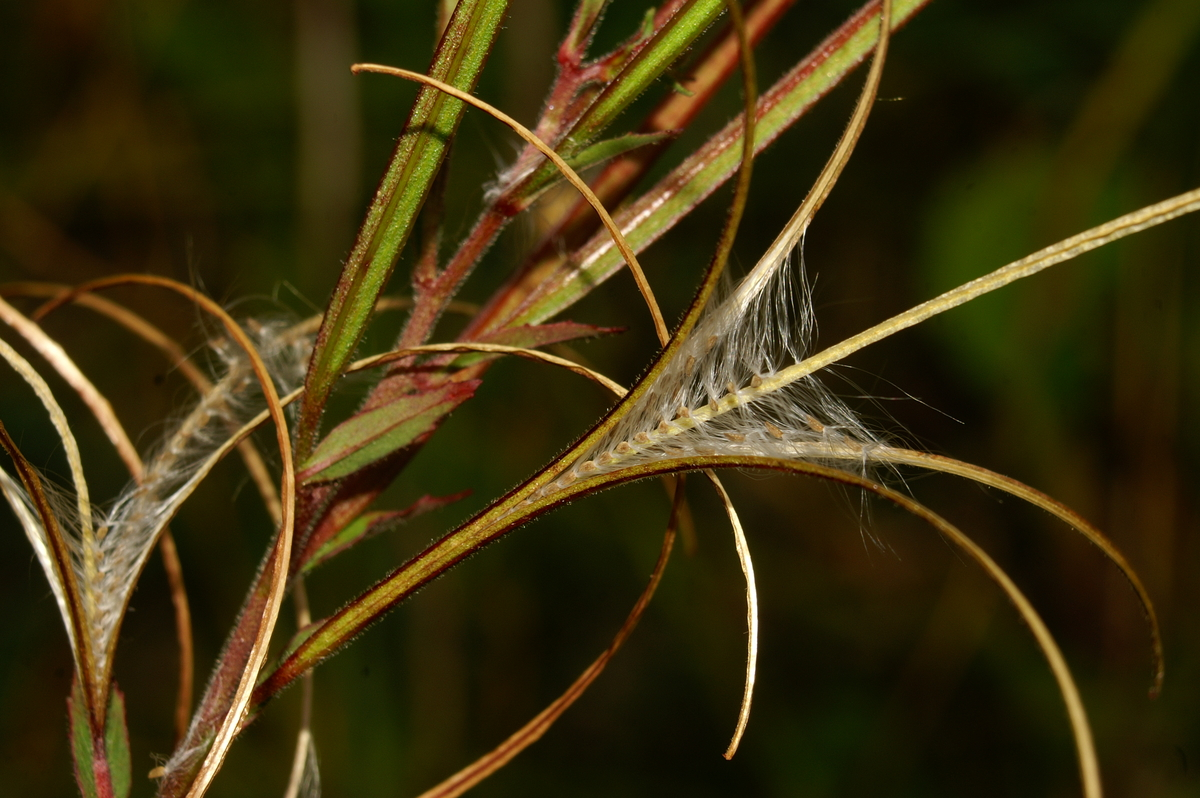
Owoce

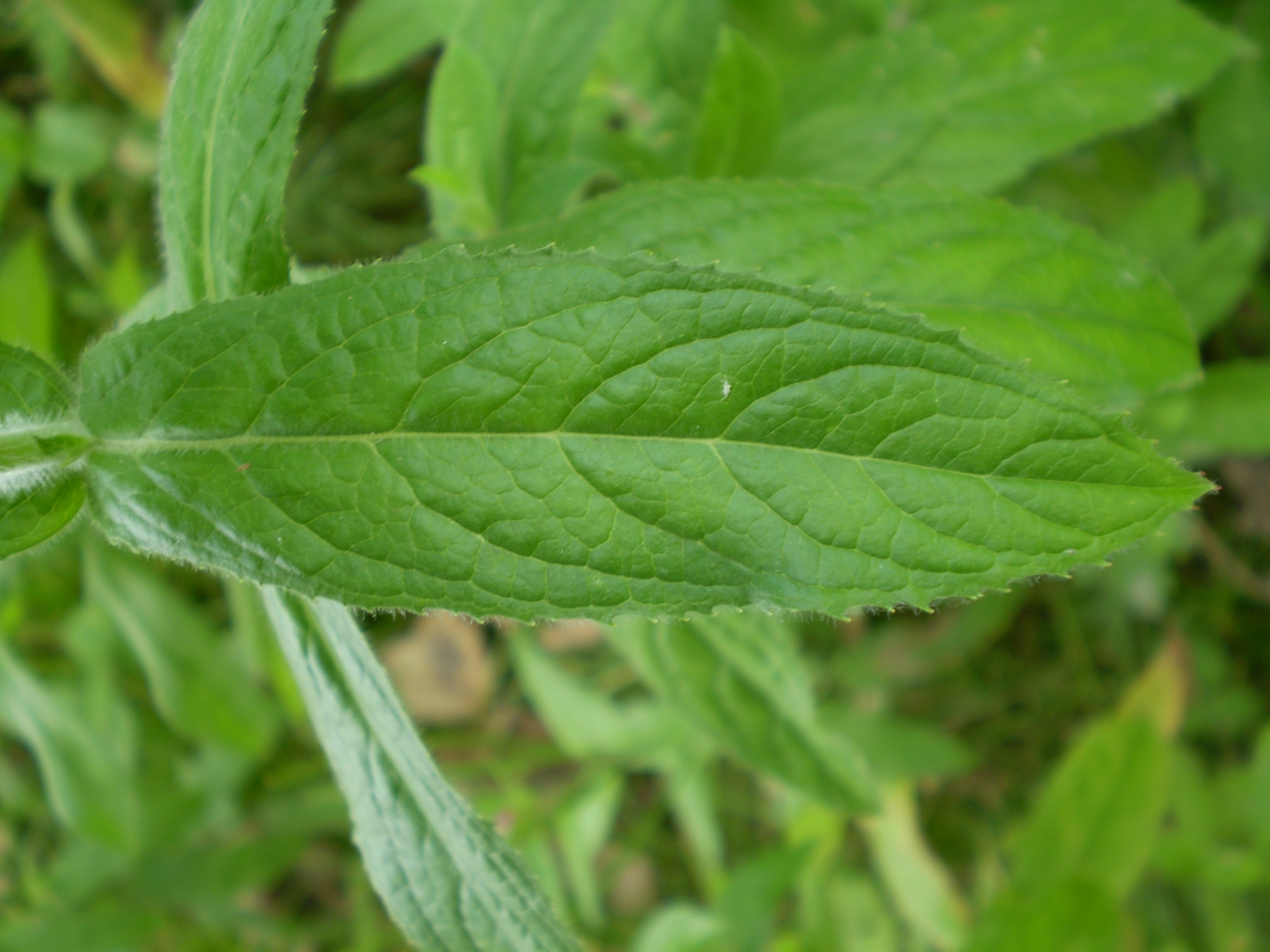
Liść

ŁodygaWysokość 20–80 cm, wzniesiona, zwykle rozgałęziona na górze. Okrągła, w górnej części owłosiona.
LiścieLiście wąskie, lancetowate, długości do 7 cm, słabo ząbkowane, osadzone bezpośrednio na łodydze, niekiedy po trzy w okółku lub na bardzo krótkich ogonkach; w dolnej części łodygi naprzeciwległe, w górnej – skrętoległe. Liście odziomkowe na wyraźnych ogonkach, łopatkowate, tępe. Zwykle słabo omszone.
KwiatyPojawiają się od czerwca do września. Wyrastają pojedynczo w kątach górnych liści. Pod czteropłatkową koroną i działkami kielicha widoczna jest długa czterokanciasta nibyzalążnia, powstała z wydłużonego dna kwiatowego i zalążni; znamię słupka czterodzielne. Płatki korony jasnopurpurowe lub liliowe, na końcu sercowato wcięte, długości 6-10 mm. Działki kielicha jajowato-lancetowate, tępe.
OwoceDługa nibyzalążnia rozwija się w czterokanciastą torebkę, która po dojrzeniu pęka, rozchylając końce na boki i uwalniając nasiona opatrzone puchem.
Gatunki podobneWierzbownica górska (Epilobium montanum) ma wyraźnie piłkowane i szersze liście, zwłaszcza u podstawy.

## Biologia i ekologia
Hemikryptofit. Kwitnie od lipca do sierpnia, rzadziej do września. Występuje w rowach, w szuwarach lub zaroślach nadrzecznych, na brzegach wód stojących i płynących, na podmokłych duktach leśnych. Rośnie na glebach gliniastych, żyznych. 2n = 36.

## Zmienność
Tworzy mieszańce z innymi gatunkami wierzbownic. Mieszaniec z E. montanum to E. ×limosum Schur, z E. palustre to E. ×rivulare Wahlb., z E. lamyi to E. ×palatinum F.W. Schultz, z E. roseum to E. ×persicinum Rchb. z E. obscurum to E. ×dacicum.